# 乔特卡马尔
乔特卡马尔（Jot Kamal），是印度西孟加拉邦Murshidabad县的一个城镇。总人口6196（2001年）。

## 人口
该地2001年总人口6196人，其中男性3112人，女性3084人；0—6岁人口1109人，其中男574人，女535人；识字率56.18%，其中男性为63.85%，女性为48.44%。